# رادروژ
رادروژ (به لهستانی:  Radruż) یک روستا در لهستان است که در گمینا خورنگتس-زدروی واقع شده‌است. رادروژ ۲۶۰ نفر جمعیت دارد.